# Wolfgerus van Amstel
Wolfgerus van Amstel (ca.1075 - 1131) was dienstman en ministeriaal van de bisschop van Utrecht en vermoedelijk de eerste schout van Amestelle. Omdat hij in ieder geval op 7 juli 1126 optrad als 'Wolfgerus de Amestelle' en niet meer als 'scultetus (schout) de Amestelle' is hij waarschijnlijk de stamvader van het geslacht van Amstel. De toevoeging van het toponiem 'Amestelle' aan zijn doopnaam duidt op het bezit van dienstgoederen en mogelijk allodiale goederen in Amestelle en in overdrachtelijke zin op zijn bestuur over het bewuste ontginningsgebied. Het gebruik om zich naar zijn belangrijkste bezittingen of residentieplaats te noemen ontstond in het laatste kwart van de elfde eeuw.
Met uitzondering van drie bewaard gebleven getuigenvermeldingen zijn geen concrete gegevens over zijn herkomst, privé-leven en zijn optreden in het sociale bestel van die tijd bekend. Naar aanleiding van de vermelding dat Wolfgerus in 1105 schout van Amestelle was, mag worden verondersteld dat hij in 1105 ongeveer dertig jaar oud was en gehuwd, waaruit kan worden afgeleid dat hij omstreeks 1075 zal zijn geboren. Het exacte geboortejaar, laat staan de datum van zijn geboorte zijn onbekend, een feit dat hij met nagenoeg alle middeleeuwers van hoog tot laag gemeen heeft.

## Oorsprong van het geslacht Van Amstel
De oorsprong van het geslacht van Amstel (zie ook Heren van Amstel) blijkt uit het goederenbezit van de abdij van Werden (Ruhrgebied, D.) op het oude land van Werinon/Nederhorst en Dorssen (Vreeland) ten noorden van Utrecht. In Werinon, de oudste parochie van de noordelijke Vechtstreek, bezaten de onvrije (of horige) pre-Amstels vermoedelijk dienstgoederen als vergoeding voor het beheer van de bezittingen van de abdij.
Toen de abdij van Werden haar goederen in de noordelijke Vechtstreek overdroeg aan de kerk van Sint Martinus, de domkerk van Utrecht, kwamen ook de onvrije dienstmannen van Werinon onder het gezag van de bisschop van Utrecht. Deze overdracht van goederen en dienstmannen vond plaats voor de aanvang van de grote ontginningen rond het Overmeer omstreeks 1080. 

## Eerste dienstgoederen
De eerste dienstgoederen van de familie van Amstels zijn inzichtelijk gemaakt door A.L.P. Buitelaar in zijn analyse in het boek 'De Stichtse ministerialiteit en de ontginningen in de Utrechtse Vechtstreek' uit 1993, pagina 195. De analyse die Buitelaar met betrekking tot de rechtsmacht, cijns, tiende en collatierechten in de kerkelijke indeling rond het Overmeer maakte, leidde tot de volgende verdeling van rechten van de machthebbers ter plaatse:
- De bisschop van Utrecht hield de rechtsmacht in Nigtevecht en Dorssen (Vreeland) en het collatierecht van Nigtevecht.
- Het kapittel van Sint Marie bezat de rechtsmacht in Horstwaard, Dorsseveen, Kortenhoef en Stichts Ankeveen; de cijns van Kortenhoef en Stichts Ankeveen; het collatierecht van Kortenhoef.
- Het geslacht Van Wulven (later Ter Horst) hield de rechtsmacht in het overgebleven minirechtsgebied (4,5 morgen) van Nederhorst den Berg, de tiende van Nederhorst, Horstwaard en Hollands Ankeveen.
- Het geslacht Van Amstel bezat als dienstgoed de rechtsmacht in Hollands Ankeveen; de cijns van Nigtevecht, Dorssen (Vreeland), Dorssewaard en Dorsseveen; het collatierecht van de kerk van Horstwaard (Nederhorst) en Stichts Ankeveen.

Waarschijnlijk zijn deze goederen, na eerst in het bezit geweest te zijn van de abdij van Werden en na verkrijging door de bisschop van Utrecht, door de bisschop toegewezen op grond van bestaande rechten van beide geslachten van Amstel en van Wulven. Dat de geslachten van Amstel en van Wulven, beide ministerialen van de bisschop, eerder via afstamming dan via het huwelijk (Ernst van Wulven en Margaretha van Amstel) aan elkaar verwant zijn geweest blijkt niet alleen uit de verstrengeling van goederen in het gebied van Werinon (Nederhorst) maar ook uit een aantal oorkonden, waarin leden van beide geslachten optraden bij gelegenheid van belangrijke familiezaken over een periode van 85 jaar. Het vermoeden bestaat dat het gehele pakket van dienstgoederen ooit aan één familie is uitgegeven en later in twee familietakken werd verdeeld, waarbij de pre-Amstels waarschijnlijk de oudste rechten hadden.  

## Amestelle
Ongeveer gelijktijdig met de aanvang van grootschalige ontginningen in de Hollands-Utrechtse laagvlakte in de tweede helft van de elfde eeuw, zal vermoedelijk ook een begin zijn gemaakt met de kleinschalige ontginningen in het gebied van Amestelle. De eerste ontginningsnederzetting in de moerassen van Amestelle van waaruit de ontginningswerkzaamheden werden geleid en later het beheer en bestuur werd uitgeoefend, is waarschijnlijk Ouderkerk geweest. Deze nederzetting werd niet gepland aan het open water van het IJ dat aan getijden onderhevig was, maar landinwaarts, aan de samenloop van de Amstel en de Bullewijk, het verlengde deel van de Holendrecht. Deze afwateringsrivieren begrensden niet alleen het te ontginnen gebied, maar vormden met hun verhoogde oeverwallen de ontginningsbases van waar de te ontginnen percelen werden uitgezet. Ouderkerk vervulde een centrumrol in Amestelle. Hier werd de oudste parochiekerk van het gebied gesticht, zetelde de organisatie van de 'waterschap'  en het bestuur van Amestelle, werden belastingen geïnd en werd toegezien op de kerkelijke belangen van Utrecht.
Bij de instelling van het kerkelijk rechtsgebied van Amestelle (Ame = water, Stelle = verhoogde, veilige plek) had de bisschop van Utrecht een functionaris nodig om namens hem de rechtsmacht uit te oefenen en de verplichte heffingen te innen in het nieuwe dekenaat. Dat de kerkvorst omstreeks 1100 een van zijn aanzienlijke dienstmannen van het oude land van Werinon/Nederhorst met de taak van de institutionalisering van een nieuw rechtsgebied in de ontginningen van Amestelle heeft belast, lijkt dan ook vanzelfsprekend. Voor de aanstelling van Wolfgerus 'uit Werinon' als schout van Amestelle zijn substantiële argumenten aan te voeren. Zijn aanzienlijke herkomst, zijn aandeel in oude rechten te Werinon/Nederhorst, zijn feodaal getinte relatie tot de bisschop van Utrecht en zijn getuigen-optreden met leden van de pre-feodale adel. Waarschijnlijk is het geslacht Van Amstel dan ook afkomstig uit het gebied waar het zijn oudste rechten had, te Werinon/Nederhorst en niet uit het jongere Amestelle.

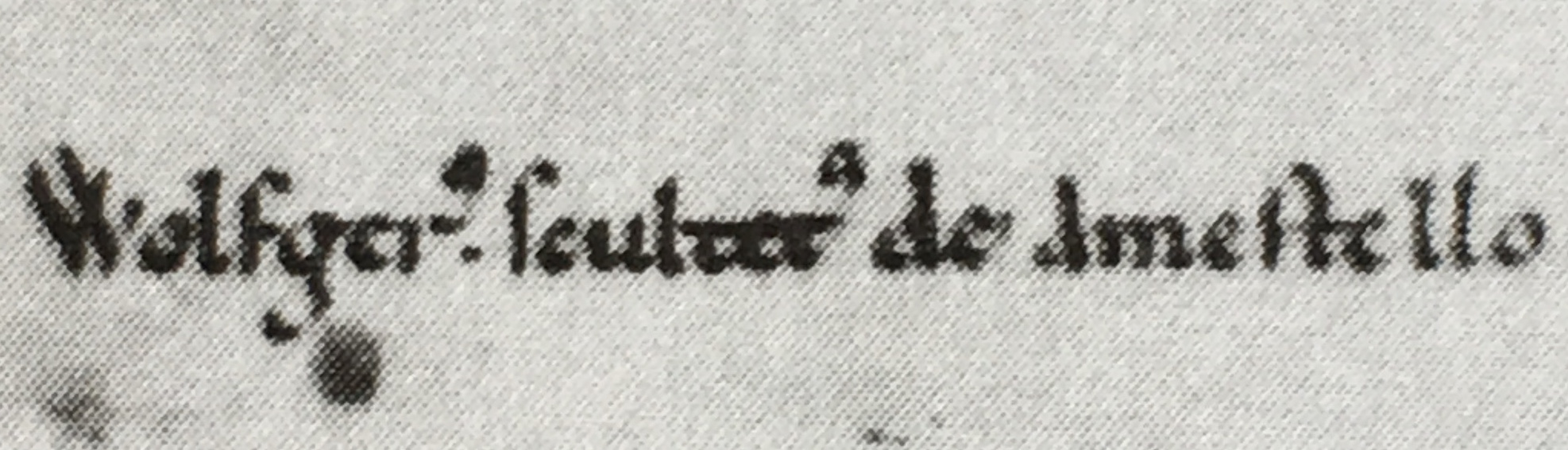
Wolfger de Amestello - de eerste keer dat Wolfgerus wordt genoemd als 'scultetus' (schout) van Amestelle in een akte uit 1105

Wolfgerus, de eerste bekende ambtenaar in Amestelle of Amstelland,  trad voor het eerst op in 1105 als 'scultetus de Amestelle' in een geschrift van bisschop Burchard van Utrecht. De maatschappelijke positie van de schout van Amestelle in 1105 blijkt met name uit de volgorde van de getuigen die optraden in de oorkonde van Burchard. Deze getuigen zijn in drie groeperingen ingedeeld. De voornaamste groep, de 'clerici', de proosten en kanunniken van de Utrechtse kapittels; de heren van de domkerk, van Sint Bonifatius, van Sint Pieter, van Sint Marie en van Sint Jan, alsmede de kapelaan van de bisschop en een aantal pastoors uit het bisdom. Onmiddellijk na hen volgden de dienstmannen van de bisschop, te weten Otto en Galo, respectievelijk burggraaf en stadsschout van Utrecht, daarna Ansfridus, schout van Muiden en Wolfgerus, schout van Amestelle. Vanwege het feit dat de 'servientes episcopi' in de lijst van getuigen worden vermeld vóór de vrije mannen uit Houweningen en Sliedrecht, die volgens de akte in een geschil waren betrokken, blijkt de aanzienlijke status van de burggraaf en de bewuste schouten van Utrecht, Muiden en Amestelle.
In 1118 neemt Wolfgerus zitting in de tienkoppige ministeriaal van de bisschop van Utrecht en heeft een stem in de werkzaamheden die plaatsvinden in Amestelle. Aan het einde van zijn leven bezat hij diverse landgoederen en schouttitels aangeduid als Villicatio dat zich bevond tussen Kennemerland en IJsselstein.

## Overlijden en nazaten
Het tijdstip van overlijden van Wolfgerus van Amstel vond plaats tussen zijn laatste optreden op 7 juli 1126 en voor 23 augustus 1131, de vermelding van Egbert en Godfried van Amstel als leken-getuigen voor Andries van Cuijk, bisschop van Utrecht (1128-1139). Uit de oorkonde van 1131 kan niet direct worden opgemaakt dat Egbert en Godfried zonen waren van Wolfgerus.
Egbert van Amstel (1105-1172) volgde Wolfgerus op als schout van Amestelle, dienstman en ministeriaal van de bisschop van Utrecht. De vernoeming naar Amestelle en het feit dat hij en Godfried net als Wolfgerus ministerialen waren van de bisschop van Utrecht doet vermoeden dat beiden afstammen van Wolfgerus.
Godfried van Amstel wordt, buiten zijn optreden in 1131, verder niet meer in bronnen vermeld.